# Армонас, Ансельмас Ионович
Ансельмас Ионович Армонас (лит. Anzelmas Armonas; род. 1937) — советский литовский государственный деятель, генерал-майор (1990).

## Биография
Родился 27 октября 1937 года в селе Вайлабай, ныне в Расейнском районе Литвы.
После окончания средней школы поступил в Каунасский политехнический институт (в настоящее время Каунасский технологический университет), который окончил в 1960 году. По окончании вуза короткое время работал мастером в строительном тресте в Клайпеде.
С августа 1961 года Ансельмас Армонас работал в органах госбезопасности СССР. В 1961—1962 годах учился в школе КГБ № 302 в Минске, после окончания которой в звании младшего лейтенанта с августа 1962 года работал в отделе КГБ при Совете Министров Литовской ССР по городу Клайпеда и Литовскому морскому бассейну. Член КПСС с 1965 года. Прошёл должности оперуполномоченного, старшего оперуполномоченного, начальника 3-го отделения, а с сентября 1970 года — заместителя начальника и начальника отдела КГБ по Клайпеде и Литовскому морскому бассейну. В апреле 1975 года получил звание полковника и в 1978 году прошёл трёхмесячные курсы переподготовки.
После курсов повышения квалификации при Высшей школе КГБ (в настоящее время Академия Федеральной службы безопасности России), с 1984 года продолжил службу в Клайпеде. Затем занимал должности: начальник 2-го Управления (контрразведка) КГБ Литовской ССР (1988—1990); заместитель председателя КГБ Литовской ССР по кадрам — начальник Отдела кадров КГБ Литовской ССР (ноябрь 1990 — август 1991); председатель КГБ Литовской ССР (август-октябрь 1991). В 1991 году был уволен из КГБ СССР.
Имел награды СССР, в числе которых орден Трудового Красного Знамени.